# Prattsville (Arkansas)
Pour les articles homonymes, voir Prattsville.
 (octobre 2023).
Prattsville est une ville (town) située dans l’État américain de l'Arkansas, dans le comté de Grant.